# Jugo de limón
El limón es originario de Asia y llega a América (Haití) en el segundo viaje de Colón (en 1.493), mientras que en Argentina llega a la provincia de Tucumán en el año 1.556 y, como en muchos otros productos, gracias a la corriente jesuítica que conocía sus usos y propiedades. 

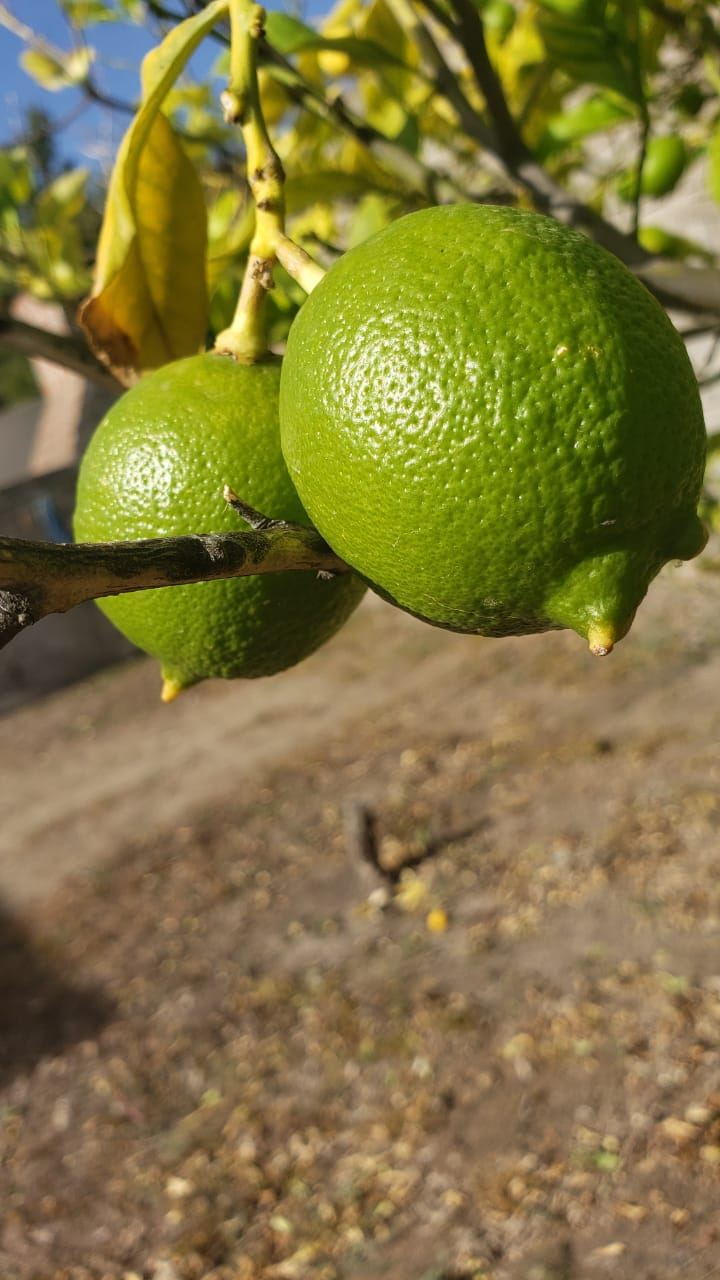
Limonero

El jugo o zumo de limón es el líquido obtenido del endocarpio de los limones al ser exprimido (generalmente con un exprimidor de limones). Dicho líquido suele representar un 30 % del peso del fruto. Se suele extraer de forma casera directamente de los limones (a mano o con un exprimidor), aunque los hay también envasados o en forma de extractos (liofilizados y secos). Estos últimos están regulados por Codex Alimentarius internacionales. El jugo de un limón rinde aproximadamente 48 g de jugo.

## Características
Su sabor ácido característico es proporcionado por el ácido cítrico (encontrado también en otros jugos de frutas) en una concentración del 5 % al 6 %; sin embargo, la proporción de este cambia según la variedad y cultivo del limón. La esencia del limón se denomina limoneno y está presente en grandes concentraciones en la piel externa del limón. La presencia de estos ácidos provoca en el paladar una reacción de 'defensa' aumentando la salivación para que los ácidos se disuelvan y disminuyan su efecto nocivo sobre el epitelio bucal. La cantidad de ácido presente en un zumo de limón o de lima se suele medir en la industria de alimentación encargada de procesar estos jugos con instrumentos denominados refractómetros (medido a 20 °C), en los que se calibra el índice de refracción del zumo con su contenido de ácidos. La acidez del zumo de limón se fija en un pH de 2.3.
Se suele decir que los limones guardados a temperatura ambiente proporcionan más zumo que aquellos que proceden del refrigerador.[cita requerida] Si se obtiene zumo de la mitad de un limón, la parte sobrante debería ponerse boca abajo sobre un plato limpio para que sus zumos se conserven mejor. Algunos zumos comercializados se pasteurizan para que duren más tiempo.
El zumo de limón normalmente es ácido, sin embargo con el tiempo puede tornarse amargo cuando los limones comienzan a descomponerse.

## Usos

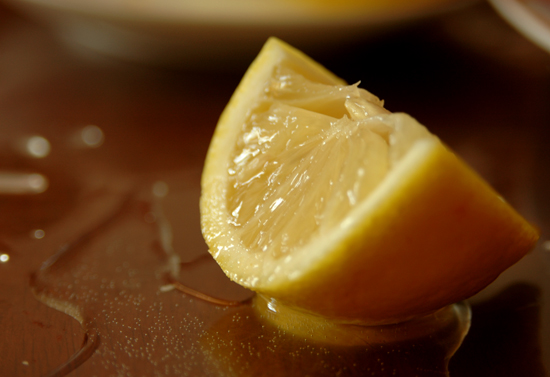
Corte de un limón abandonando sus jugos.

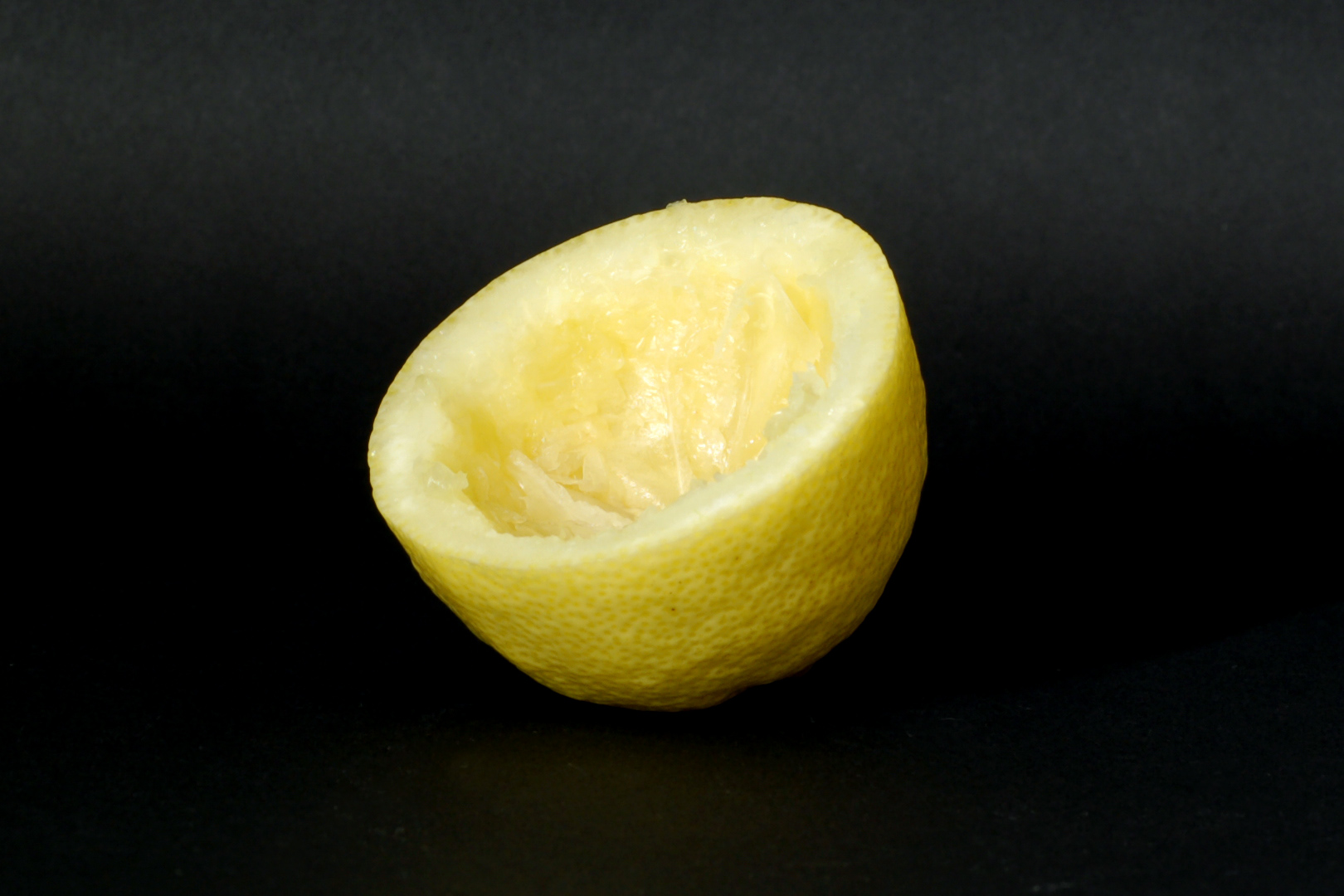
Limón exprimido.

### Culinarios
Se usa frecuentemente en la cocina para dar un sabor ácido a las preparaciones culinarias y algunas vinagretas. El zumo de limón también se emplea en el marinados de carnes antes de que sean cocinadas: el ácido proporcionado por el limón hidroliza parcialmente los colágenos de las fibras en la carne (la convierte en más tierna), en algunos estofados se suele verter para ablandar la carne, un ejemplo es el "pollo al limón". Aliño de ensaladas a veces como sustituto creativo de los vinagres, siendo además más digestivo que este. Para hacer los ceviches de pescado. Aromatizar ciertos productos de repostería: tartas, pasteles, etc. Generalmente se emplea en repostería para corregir sabores demasiado dulces o empalagosos. El zumo de limón junto con agua y azúcar son los ingredientes de una limonada, pudiéndose emplear en la composición de cócteles (generalmente de ron, tequila, vodka, etc) y en la aromatización de diversas infusiones. El zumo de limón se suele tomar con tequila y un poco de sal. Se emplea en algunos platos de mariscos y pescados fritos para apagar el sabor del "pescado poco fresco" (o simplemente para mitigar un poco el sabor ligeramente alcalino de los mismos).
Para hacer que ciertos alimentos no se oxiden al contacto con el aire (berenjenas, manzanas al corte, plátanos, aguacates y hortalizas como la patatas peladas) se suele rociar unas gotas de zumo de limón, de esta forma el ácido evita que la oxidación oscurezca (zonas parduzcas) la carne de estos alimentos.

### Medicinales
El zumo o jugo de limón es un medio astringente y se ha empleado de forma tradicional en el combate del escorbuto debido a su contenido en Vitamina C, un uso adecuado se ha encontrado en el alivio de las afecciones respiratorias. Se dice que el zumo de limón calma la sed y esta la razón por la que a veces se añade un poco de este zumo a una jarra de agua. También es muy tradicional su uso para aliviar el dolor de garganta.
Su empleo en la cocina como sustituto del vinagre se hace aconsejable sobre todo en aquellas personas que padecen de gastritis, esofagitis, dispepsias (digestiones pesadas), pirosis (también denominada acidez de estómago) y hernia de hiato, si bien algunos médicos gastroenterólogos lo proscriben en caso de gastritis aguda o úlcera debido a su acidez.

### Diversidad
Se empleaba el zumo de limón en el ocultamiento de mensajes escritos en papel (tinta invisible), se emplea como tinta invisible que aplicada escrita sobre un papel, mediante un palillo o cualquier otro instrumento puntiagudo que deje un rastro de este zumo, tras pasar una llama de una vela se puede ver que las zonas mojadas del papel se tornan oscuras, dando lugar a la revelación del texto inicial. Este experimento puede hacerse igualmente con zumo de naranja.
Sobre la ropa actúa como un agente blanqueante de ciertos tejidos, es empleado a veces como quitamanchas en casos de urgencia sobre la mesa. Se emplea en la elaboración de ciertos productos lavavajillas ya que su olor y aromas están asociados por regla general con la limpieza e higiene. En efecto, el zumo de limón es capaz de cortar la grasa.
Conviene advertir que añadir zumo de limón a la piel expuesta al sol puede causar manchas en esta muy difíciles de eliminar.

### Limpieza
El zumo de limón se puede además utilizar para la limpieza del hogar. En combinación con el vinagre y el bicarbonato de sodio tiene una acción antimicrobiana excelente, ecológica y segura para la salud con las debidas precauciones de uso.
La mezcla del zumo de limón con sal es un excelente abrasivo que permite limpiar piezas antiguas y de cobre. También es útil para limpiar las manchas dejadas sobre una tabla de madera de cortar, como las utilizadas para cortar carne, así como para quitar la grasa de la barbacoa, para lo cual se frota la superficie a limpiar con el zumo de limón y se deja actuar durante una noche entera para enjuagar al día siguiente.
Tiene muchas más aplicaciones y usos en combinación con el vinagre.